# マキイフカ
座標: 北緯48度5分 東経38度4分 / 北緯48.083度 東経38.067度
マキイフカ（マキイウカ、ウクライナ語: Макіївка, [mɐˈkijiu̯kɐ] マキーイウカ）、もしくはマキェエフカ（ロシア語: Макеевка, [mɐˈkʲe(j)ɪfkə]）は、ウクライナ・ドネツィク州の都市である。ウクライナ東部紛争以後は親露武装組織であるドネツク人民共和国が実効支配を行い、2022年10月5日より同国を併合したロシアの占領下にある。
州都ドネツィクの北東郊外に位置し、ドネツィクとともにドンバス工業地帯の主な工業都市の一つである。大型製鉄所のマキーウカ冶金工場、コークスを製造するヤシニウスキー・コークス化学工場などが立地し、金属工業と化学工業を主とする。かつて多数存在した炭鉱は閉山している。

## データ
- 面積：218.2 km2
- 位置：北緯48度5分東経38度4分
- 人口：約389,589人（2005年）

## 歴史
マキーウカ地域の歴史は、ザポロージャ・コサックの集落ヤシニウカ（Ясинівка）の名が現れる17世紀末にさかのぼる。ヤシニウカをはじめ、現在のマキーウカ地域にある集落は当初コサックの集落として誕生した。
19世紀半ばに炭鉱開発が始まった。この地域の最初の炭鉱は1875年に操業を始めている。周囲の炭鉱はドン軍県のマキエフカ炭鉱地区となった。1899年、ディミトリーフスク（ディミトリーフシク、この地域の地主のイロヴァイスキー家のディミトリー・イロヴァイスキーに由来する）という集落の近くに金属工場と付属集落が作られた。ディミトリーフスクはマキエフカ炭鉱地区の行政・商業・文化の中心地となった。
1920年にディミトリーフスクと近くのマキエフカ村は併合しディミトリーフスク市となった。ディミトリーフスクは1931年にマキエフカ市に改名した。
第二次世界大戦では、ドイツ軍が1941年10月22日から1943年9月6日まで占領している。占領中、1942年3月より親衛隊のアインザッツグルッペンがゴルロフカ・マキエフカ両地区でユダヤ人の殺害を開始し、政治犯やサボタージュ活動者も含め500人近くを殺している。
ドンバス戦争では2014年4月13日より親露派分離主義組織に占領され、以後「ドネツク人民共和国」により支配された。2022年10月5日にロシア連邦が同国の併合を宣言したためマキイフカも事実上ロシア支配下に入ったが、国際的な承認は得られていない。
2022年ロシアのウクライナ侵攻以降、市内に交戦の影響は及んでいなかったが、2023年1月1日、ウクライナ軍は市内のロシア軍駐留拠点に対しHIMARSによる砲撃を実施。ロシア軍側の発表で死者63人（後に89人修正）、ウクライナ側の発表で死者400人前後の被害が出ている。同月25日、BBCは死者92名の氏名を確定し、顔写真付きリストを公開した。BBCが確認した死亡者の最年少は22歳、最年長は48歳で、9月末にサマラ州から動員されて12月26日にマキエフカに到着したという。さらに同年7月4日にもウクライナ軍は、マキイフカを砲撃してロシア軍部隊の一部を破壊したと発表。一方、ロシア側は住宅や病院のある地区を攻撃を受け、市民1人が死亡、子ども2人を含む36人が負傷したと発表した。

## 出身者
- イェウヘン・セレズニョウ - サッカー選手
- オレクサンドル・ズブコフ - サッカー選手
- ドミトリー・ムセルスキー - バレーボール選手
- デニス・プシーリン-ドネツク人民共和国首長代行（指導者）